# Moss
Moss é uma comuna e cidade na costa da Noruega, no condado de Østfold, com 63 km² de área e 27 732 habitantes (censo de 2004). O seu distrito administrativo cobre as áreas leste da cidade.
A cidade tem fábricas de papel, metalúrgicas  e outras indústrias. Esta localidade é conhecida por ser um lugar para serviços não militares. Moss é mencionada desde o Renascimento e foi aí assinada uma  convenção (1814) em que foi feita a união da Noruega com a Suécia. Em 2002 a comuna de Moss tinha 27 338 h. (2002).